# Марино (городской округ Клин)
Марино — деревня в Клинском районе Московской области, в составе Нудольского сельского поселения. Население — 4 чел. (2010). До 2006 года Марино входило в состав Малеевского сельского округа.
Деревня расположена в южной части района, примерно в 14 км к югу от райцентра Клин, на правом берегу реки Катыш (правый приток Истры), высота центра над уровнем моря 183 м. Ближайшие населённые пункты — примыкающее на северо-западе Троицкое, Лазарево и Надеждино восточнее, на противоположном берегу реки. У окраины проходит региональная автодорога 46К-0110 Обухово — Троицкое.

## Население
| 2002 | 2006 | 2010 |
| ---- | ---- | ---- |
| 2    | ↗3   | ↗4   |